# جون هوب (سياسي)
جون هوب (بالإنجليزية: John Hope)‏ هو سياسي أسترالي، ولد في 23 يوليو 1842، وتوفي في 12 مايو 1926 في أستراليا. حزبياً، نشط في حزب التجارة الحرة. وقد انتخب عضو مجلس نواب تسمانيا.